# 斯凯勒·卡伦
斯凯勒·卡伦（英語：Schuyler Carron，1921年8月24日—1964年6月15日），美国男子雪车运动员。他曾代表美国参加1948年冬季奥林匹克运动会雪车比赛，搭档弗雷德里克·福琼获得男子双人铜牌。